# McLaren MCL39
Chronologie des modèles (2025)
McLaren MCL38 Aucun
La McLaren MCL39 est la monoplace de Formule 1 engagée par l'écurie McLaren Racing dans le cadre de la saison 2025 du championnat du monde de Formule 1. Elle est pilotée par Lando Norris et Oscar Piastri.

## Présentation
La livrée de la McLaren MCL39, dévoilée le 18 février 2025 dans le cadre du F1 75 Live, marie toujours l'orange papaye au noir, l'orange prenant toutefois davantage de place sur la carrosserie.
La nouvelle monoplace bénéficie, selon l'écurie, d'une optimisation dans tous les domaines, avec notamment des points d'attache de la suspension avant modifiés, de nouvelles entrées d'air des pontons et une réduction de la taille de tous les composants pour donner plus de liberté aux aérodynamiciens dans le dessin de la carrosserie.

## Résultats en championnat du monde de Formule 1
| Saison | Écurie                   | Moteur                                                  | Pneus   | Pilotes       | Courses | Courses | Courses | Courses | Courses | Courses | Courses | Courses | Courses | Courses | Courses | Courses | Courses | Courses | Courses | Courses | Courses | Courses | Courses | Courses | Courses | Courses | Courses | Courses | Points inscrits | Classement |
| Saison | Écurie                   | Moteur                                                  | Pneus   | Pilotes       | 1       | 2       | 3       | 4       | 5       | 6       | 7       | 8       | 9       | 10      | 11      | 12      | 13      | 14      | 15      | 16      | 17      | 18      | 19      | 20      | 21      | 22      | 23      | 24      | Points inscrits | Classement |
| ------ | ------------------------ | ------------------------------------------------------- | ------- | ------------- | ------- | ------- | ------- | ------- | ------- | ------- | ------- | ------- | ------- | ------- | ------- | ------- | ------- | ------- | ------- | ------- | ------- | ------- | ------- | ------- | ------- | ------- | ------- | ------- | --------------- | ---------- |
| 2025   | McLaren Formula One Team | Mercedes-AMG V6 turbo hybride F1 M16 E Performance 1.6L | Pirelli |               | AUS     | CHN     | JAP     | BAH     | ARA     | MIA     | EMI     | MON     | ESP     | CAN     | AUT     | GBR     | BEL     | HON     | P-B     | ITA     | AZE     | SIN     | USA     | MEX     | BRE     | LVE     | QAT     | ABU     | 559             | 1er        |
| 2025   | McLaren Formula One Team | Mercedes-AMG V6 turbo hybride F1 M16 E Performance 1.6L | Pirelli | Lando Norris  | 1er     | 2e      | 2e      | 3e      | 4e      | 2e      | 2e      | 1er     | 2e      | 18e*    | 1er     | 1er     | 2e      | 1er     |         |         |         |         |         |         |         |         |         |         | 559             | 1er        |
| 2025   | McLaren Formula One Team | Mercedes-AMG V6 turbo hybride F1 M16 E Performance 1.6L | Pirelli | Oscar Piastri | 9e      | 1er     | 3e      | 1er     | 1er     | 1er     | 3e      | 3e      | 1er     | 4e      | 2e      | 2e      | 1er     | 2e      |         |         |         |         |         |         |         |         |         |         | 559             | 1er        |

Légende : ici 
- *Le pilote n'a pas terminé la course mais est classé pour avoir parcouru 90% de la distance.